# Alfonso Tórmez
Alfonso Tórmez   (Morillo de Galligo, 27 de juliol de 1945) és un antic pilot d'automobilisme aragonès.
Formà part de l'Escuderia Artés de Arcos durant la dècada de 1960 i fou tercer en el Campionat de Catalunya de Fórmula IV (1969) al volant d'un Guepardo Artés. Posteriorment, es proclamà campió de Catalunya de muntanya (1978) amb un Martini F-1800, després de guanyar a la Trona, als Àngels i quedar segon al Pont de Vilomara. L'any següent aconseguí el tercer lloc en la classificació general. També disputà curses de Fórmula 3 al volant d'un Argo Toyota, un Avidesa i un Martini MK49. El 1987 guanyà la Pujada a Sant Feliu de Codines i fou campió de Catalunya de muntanya de monoplaces de F3.